# Talmo Oliveira
Talmo Curto de Oliveira, född 10 oktober 1969 i Itabira, är en brasiliansk före detta volleybollspelare. Oliveira blev olympisk guldmedaljör i volleyboll vid sommarspelen 1992 i Barcelona.